# Relations entre judaïsme et christianisme

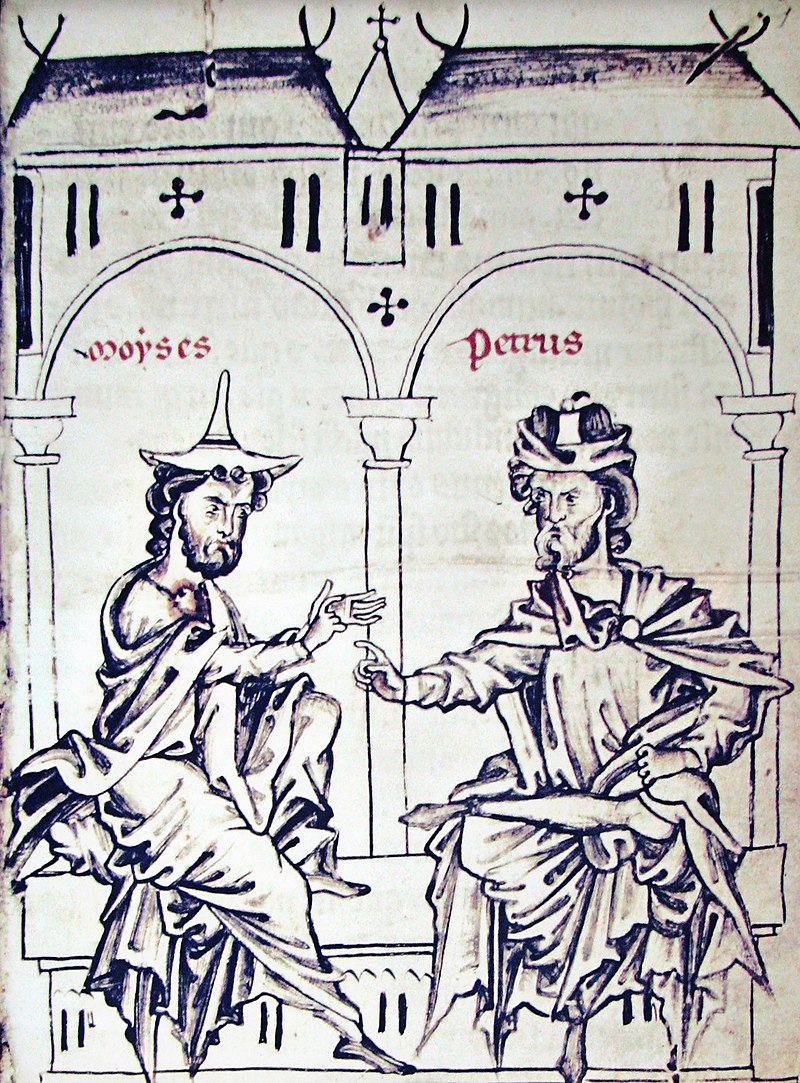
Dialogue entre le juif Moïse devant porter le judenhut et le chrétien Pierre, manuscrit belge,

Les relations entre judaïsme et christianisme s'articulent à partir de deux religions abrahamiques, le judaïsme et le christianisme, dont le fondement commun est la Bible hébraïque que les chrétiens nomment Ancien Testament. Un processus de séparation s'est opéré graduellement entre ces deux religions à partir du IIe siècle, marqué jusqu'au XXe siècle par des ruptures de plus en plus profondes. Ces ruptures sont parfois allées, dans le monde chrétien, jusqu'à un antijudaïsme proche de l'antisémitisme, aussi bien chez les catholiques et les orthodoxes que chez les protestants.
Pendant près de vingt siècles, le christianisme adhère à la théologie de la substitution, selon laquelle le peuple d'Israël autrefois choisi par Dieu est maudit parce qu'il a rejeté Jésus-Christ. Selon cette doctrine, le judaïsme n'a plus de valeur en soi et n'est plus que l'imparfaite préfiguration de l'Église triomphante, qui se substitue à Israël et devient le verus Israel, le nouveau « peuple élu ».
Ces siècles d'incompréhension étaient peut-être « sans possibilité aucune de retour ou de dialogue véritable jusqu'à nos jours ». Toujours est-il que, peu à peu, particulièrement après la Shoah et Vatican II, les chrétiens ne remettent plus en question l'Alliance de Dieu avec Israël et sont à la recherche d'une nouvelle conception théologique de l'Alliance intégrant le nécessaire dialogue entre juifs et chrétiens.
Dans le catholicisme, le concile Vatican II introduit le dialogue interreligieux, concrétisé notamment par la déclaration Nostra Ætate (1965) et la visite du pape Jean-Paul II à la synagogue de Rome le 13 avril 1986, renouvelée par celles de Benoît XVI en 2010 et de François en 2016.

## Histoire des relations judéo-chrétiennes

### Antiquité

#### Le christianisme au sein du judaïsme

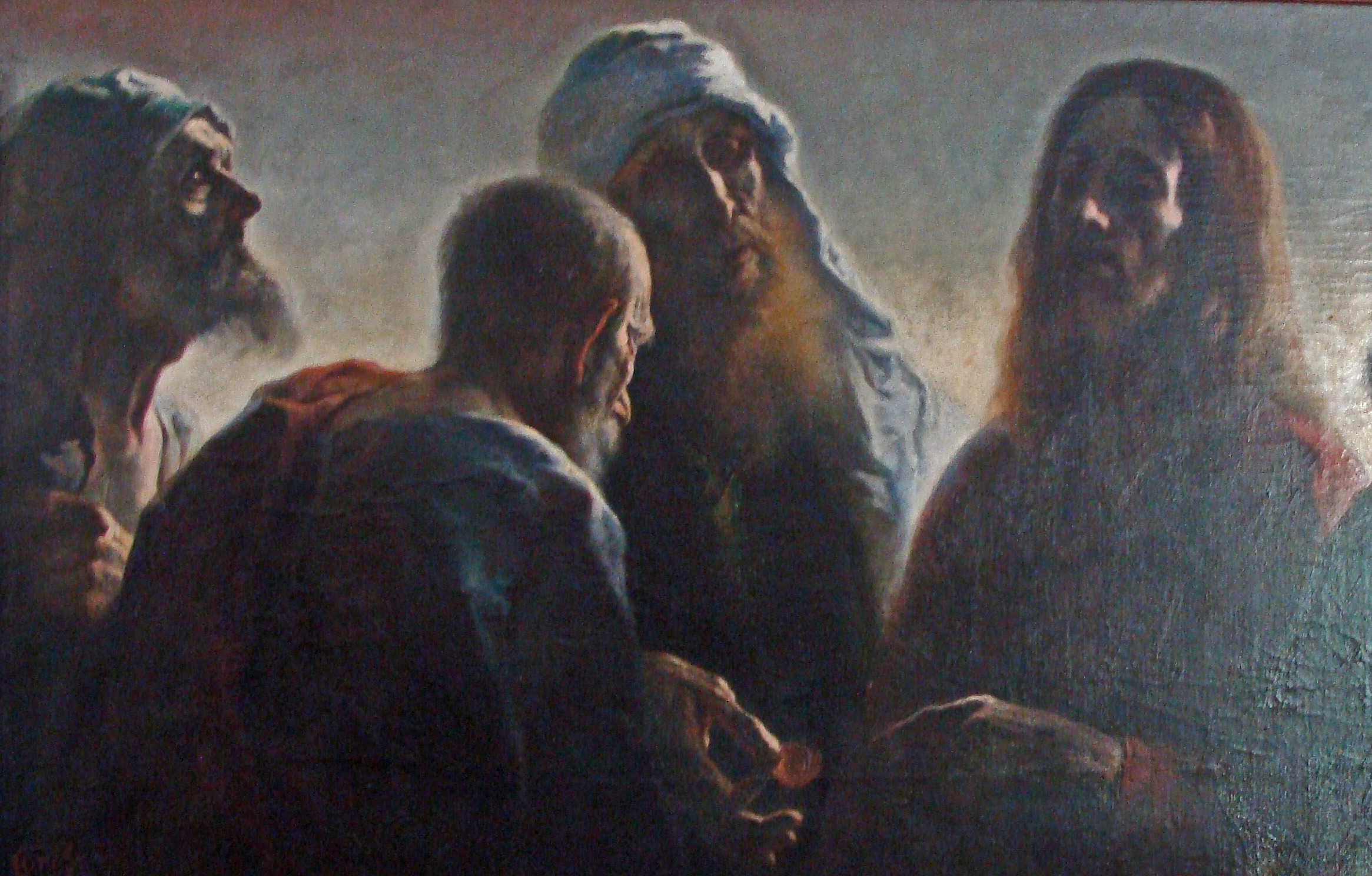
Jésus et les pharisiens (détail) de Tita Gori

Le judaïsme du Ier siècle offre une grande diversité de courants dans lesquels s'inscrivent les adeptes de Jésus de Nazareth, dans un mouvement qui présente lui-même une grande disparité. Entre 30 et 135, le christianisme s'inscrit ainsi dans le judaïsme. Contrairement à ce qui a longtemps été exposé, la destruction du Temple de Jérusalem en 70 n'a pas créé de scission profonde au sein du judaïsme. Il convient davantage de considérer une mutation entraînée par la disparition du lieu sacrificiel central du judaïsme (le Temple de Jérusalem), qui s'adapte alors à ce nouvel état de fait en mettant en place de nouvelles formes de religiosités. Elles se traduisent essentiellement en deux branches : le pharisianisme et le christianisme. Toutes deux mettront un certain temps (jusqu'à plusieurs siècles) à se différencier, à se séparer puis à être différenciées. Il existe cependant des tensions entre les Judéens pharisiens, non messianistes, et Judéens chrétiens, messianistes, dont le martyre de Jacques le Juste, frère de Jésus, est une indication, tout comme le « Frère du Seigneur » avait été le symbole des dissensions entre chrétiens judéens et chrétiens grecs. Certains exégètes décèlent ainsi dans l'évangile selon Matthieu, et de manière encore plus marquée dans celui selon Jean, dès la fin du premier siècle voire au début du deuxième, un processus de « mise au ban » — voire d'exclusion — des disciples de Jésus de Nazareth du judaïsme de synagogue qui se met en place après l'assemblée de Jamnia.
En effet, les communautés juives se divisent aussi entre Juifs de Palestine et de Judée et Juifs de la Diaspora romaine hellénisée, présente à travers tout l'Empire. Elles peuvent également s'opposer ainsi qu'en témoigne l'attitude de Paul de Tarse, diffuseur du message de Jésus de Nazareth selon les normes romaines, tout en conservant les règles exégétiques du judaïsme « palestinien », dans ce qui reste néanmoins un conflit « interjudéen ».

#### Des divergences à la séparation
Selon que l'on aborde un point de vue chrétien ou un point de vue pharisien, le phénomène de différenciation entamé à partir des années 70 s'envisage pour les premiers en termes de « séparation », pour les seconds en termes de « rupture ». Cette différenciation s'étend à tous les autres groupes judéens, dans un processus qui semble consommé entre 135 et 150 tandis que jusqu'alors, le christianisme ne se conçoit pas encore comme une religion indépendante du judaïsme. 
L'opposition entre pharisiens et chrétiens se cristallise essentiellement sur deux axes : les observances de la Loi (par exemple la circoncision (brit milah) ou les prescriptions alimentaires (cacherout)) indiquées la Torah – que l'on retrouvera compilées du côté pharisien dans le Mishnah dans le courant du IIe siècle – et les interprétations de la Torah, compilées, du côté « pharisien », dans le Midrash. Ce second axe sera décisif au IIe siècle en termes de différenciation selon que l'on accepte ou non la messianité de Jésus de Nazareth.
Ces divergences apparaissent indépendamment de celles qui opposent les chrétiens hellénisés aux chrétiens judéens concernant également les observances, à ne pas confondre avec les polémiques externes au courant chrétien. Ces polémiques « interjudéennes » et « interchrétiennes » vont peu à peu déboucher sur une « polémique entre les Judéens et les chrétiens ».
Les communautés chrétiennes - alors toujours incluses dans le judaïsme - vont progressivement soit quasiment disparaître comme les judéo-chrétiens, soit diverger du judaïsme à la faveur d'interprétations différentes des Écritures, de l'intégration de nouvelles traditions orales puis textuelles (paléo-évangiles, épîtres), de facteurs historiques (soulèvements de 66-70 puis de 135), de changement de langues (de l'araméen/hébreu au grec/latin), de centre démographique (de la Palestine vers les régions évangélisées de l'Empire romain), etc.
Une rupture irrémédiable se produisit entre le judaïsme et le christianisme à la suite de la division chrétienne de la divinité dans la Trinité, qui renforça la concurrence initiale entre les deux mouvements religieux. Ainsi, à partir du IIe siècle, le processus de séparation va se faire sans retour, en même temps que va s'éteindre progressivement le dialogue dont on trouvera peu de traces véritables avant le XXe siècle.

#### Les débuts de l'antijudaïsme
Vers le milieu du IIe siècle, se fait jour un antijudaïsme chrétien, essentiellement dans les milieux d'origine grecque, qui dès cette époque ne semblent plus prendre en compte l'héritage judaïque en termes d'exégétique, d'institution ou de liturgie, et ne peuvent comprendre la négation juive de la messianité de Jésus de Nazareth. 
À la source de ce premier antijudaïsme chrétien, il n'y avait aucun racisme. Dans le bréviaire de la Didaché, qui date du IIe siècle, les fidèles étaient invités à prier et à jeûner pour eux. Cette inspiration se retrouvera dans la formule de la prière du vendredi saint pour les « juifs incrédules » (perfidis judaeis). Le vocable perfidus était à l'origine synonyme d'infidèle ou d'incrédule, mais il est évident qu'on l'a entendu autrement pendant des siècles jusqu'à sa suppression par le pape Jean XXIII. Cet antijudaïsme doit probablement son existence à des causes internes à ce qui va devenir le christianisme en tant que tel : les théologiens sont pressés de définir les positions envers le judaïsme sous la pression de conflits internes, notamment avec l'apparition de tendances radicales comme le marcionisme ou le valentinianisme, tenants d'une rupture radicale avec le judaïsme et refusant l'Ancien Testament. 
Après 150, les apologistes chrétiens déploient une certaine énergie à réfuter les positions du judaïsme pharisien dans des ouvrages qui montrent le glissement rhétorique vers la polémique. Dès la fin du IIe siècle, les Contre les Juifs de Tertullien et du Pseudo-Cyprien, ou encore l'Épître à Diognète de Méliton de Sardes, sont le témoignage de polémiques publiques ainsi qu'en atteste par ailleurs Origène.
Les polémiques concernent différents aspects. Outre les prises de position sur les observances juives et sur la messianité de Jésus de Nazareth, le conflit porte sur le rôle d'Israël. Selon les auteurs chrétiens, Israël a perdu l'« héritage » promis par Dieu aux descendants d'Abraham en n'ayant pas su reconnaître le Messie. Cette dispute sur l'héritage ira en dégénérant, comme le montre le Dialogue avec Tryphon de Justin de Naplouse, qui est le premier à affirmer que le Verus Israel est constitué de ceux qui suivent la « Nouvelle Alliance ». Avec Justin, le salut des Judéens ne peut s'opérer que par la conversion au christianisme, tandis que pour Tertullien, il ne s'opérera qu'à la fin des temps. Ces deux optiques resteront concurrentes tout au long de l'histoire ultérieure du christianisme. La littérature patristique poursuivra le développement des thèmes du « nouvel et véritable Israël », et les observances rituelles de la Loi seront abrogées, désormais considérées comme un « châtiment ». Ces discussions se fondent sur l'Écriture en se distinguant de l'interprétation juive. Pour sa part, celle-ci n'est pas sans réponse, affirmant dans les textes du Talmud l'éternité et la prééminence de la Loi dans ses moindres observances, rappelant l'amour de YHWH pour Israël et refusant de reconnaître Jésus comme le Messie.
Si le ton de l'antijudaïsme chrétien est souvent polémique, visant essentiellement le judaïsme rabbinique et son approche littérale de l'Écriture, c'est seulement lorsque le christianisme aura obtenu un statut légal avec l'édit de tolérance de Galère en 311 qu'on verra se développer les thèmes d'un antisémitisme d'ordre théologique.
En effet, plusieurs Pères de l'Église ont désigné les Juifs dans leurs écrits (de la fin du Ier au milieu du VIIIe siècle) par des expressions comme « ceux qui ont tué Dieu » ou des expressions voisines. L'accusation d'avoir « assassiné Dieu » en la personne de Jésus-Christ remonte au moins au IIe siècle, par exemple avec Justin de Naplouse s'adressant aux Juifs (« Après avoir tué le Christ, vous n’en avez pas même le repentir »), suivi par Méliton de Sardes (« Dieu est assassiné par la main d’Israël »). Sur ce point, les sources les plus fiables restent fragmentaires. Ces expressions sont représentatives du mythe du « peuple déicide ».
Au IVe siècle, les sources disponibles attestent que certains chrétiens en Syrie et en Asie mineure continuent à fréquenter les synagogues et à observer notamment des lois alimentaires juives. Les évêques, dont l’autorité croît, n’ont alors de cesse, notamment à travers des décisions conciliaires (locales ou non) d’indiquer à la population chrétienne ce qu’ils considèrent être la bonne manière d’être chrétien, sur le plan de la vie quotidienne et sur le plan rituel. On peut mentionner le concile (régional) de Laodicée qui eut lieu vers 360 à Laodicée, métropole de la Phrygie, province de l'Asie Mineure, sous l'empereur romain Théodose le Grand, dont certains des 59 canons témoignent d'une volonté d'établir une distinction forte entre judaïsme et christianisme : le canon 29 interdit de se reposer le jour du sabbat, le canon 37 défend toute participation à une fête juive, et le canon 38 interdit « de prendre des pains azymes des juifs ou de participer à leurs actes impies ».

### Moyen Âge
Au haut Moyen Âge, ainsi que le montre Bernhard Blumenkranz, la population chrétienne paraît généralement coexister avec les Juifs sans grand problème. Parfois même, elle les soutient. Lorsque le Juif Priscus est tué à Paris, en 582, par Pathir, devenu chrétien depuis peu, Pathir doit se réfugier avec ses domestiques dans l'église de Saint-Julien-le Pauvre. Il réussit à s'enfuir mais l'un de ses serviteurs est sauvagement tué par la foule.
Cependant, dès 633, le IVe concile de Tolède publie, parmi ses décisions, le canon 57 à propos des Juifs et de ceux baptisés de force :

« Au sujet des Juifs, le Saint Concile a prescrit que nul désormais n'utilise la violence pour faire des conversions… Mais ceux qui ont déjà été obligés de venir au christianisme...du fait qu’il est sûr que recevant les sacrements divins et baptisés ils ont eu la grâce, qu'ils ont été oints du chrême et qu'ils participent de la chair et du sang du Christ, ces hommes-là, il importe de les obliger à conserver leur foi, même s'ils l'ont reçue de force. »

Au cours du haut Moyen Âge, les Juifs ne jouissent pas des mêmes droits que les chrétiens, mais les expulsions ou menaces d'expulsion proviennent avant tout du clergé et rarement du souverain. Au Xe siècle, le pape Léon VII répondant à l'archevêque de Mayence qui lui demande s’il faut contraindre les Juifs au baptême, ou plutôt les expulser, lui recommande de leur prêcher, mais de ne pas les obliger au baptême, tout en les menaçant de l'exil s'ils ne se convertissent pas.
Au début du XIe siècle, un mouvement que rapporte Raoul Glaber annonce de futures persécutions. Ce mouvement aurait éclaté en France et en Italie pour répliquer à une prétendue collusion entre Juifs et le sultan Al-Hakim. Les Juifs d'Orléans auraient prévenu le sultan que s'il ne détruisait pas le Saint-Sépulcre, les chrétiens viendraient conquérir son royaume.
Le Juif qui vit en marge de la société chrétienne peut désormais être considéré comme un être maléfique. Quand, en 1020, le jour du vendredi saint, un tremblement de terre détruit Rome, les Juifs en sont rendus responsables. La persécution est le fait tout à la fois du pouvoir civil et religieux. L'Église imposa peu à peu aux autorités civiles la relégation des Juifs au ban de la société. Ils vivent souvent reclus dans des ghettos. L'aboutissement de cette évolution fut les massacres perpétrés par la population chrétienne dans toute l'Europe, quels qu'en soient les motifs originels (croisades, épidémies de peste, rumeurs de meurtres rituels d'enfants chrétiens…). L'Église se trouva souvent dépassée par les conséquences de son enseignement et essaya souvent de limiter les violences contre les Juifs. Ainsi en France, les Juifs étaient particulièrement protégés dans le Comtat Venaissin (territoire papal).
La répression et les expulsions concernent avant tout l'Angleterre, la France et l'Empire germanique, car l'Espagne connaît un décalage d'un siècle par rapport à ces pays tandis qu'en Italie, les relations judéo-chrétiennes restent bien meilleures.

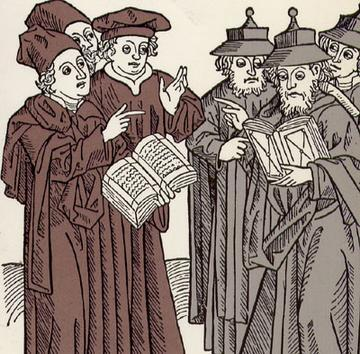
Une disputation judéo-chrétienne (1483).

La pratique de la disputatio instituée par l'Église médiévale entre clercs juifs et chrétiens correspondait à une joute verbale où les adversaires devaient démontrer la supériorité de leur propre religion. Il en résulta souvent des conversions forcées.
Mais les Juifs sont détestés pour d'autres raisons. En effet, ils prêtent de l'argent, car il est interdit aux chrétiens de percevoir des intérêts qui sont assimilés à l'usure, et il leur arrive d'exercer des fonctions des collecteurs d'impôts pour les princes. La prescription biblique, « à l'étranger tu pourras prêter à intérêt, mais tu prêteras sans intérêt à ton frère » (Deutéronome, 23, 21), semble accorder aux Juifs l'autorisation de prêter aux chrétiens, qui pour eux ne sont pas des frères. L'empereur Frédéric II l’indique clairement en 1231 : si l'usure constitue un crime public pour les chrétiens...
« l'on ne peut soutenir qu'elle soit illicite pour les Juifs. La loi divine ne l'interdit pas. Ils ne sont pas soumis à la loi établie par nos très saints pères ».
Toutefois, au cours du XIIIe siècle, la législation devient plus restrictive aussi bien de la part des autorités civiles qu'ecclésiastiques. L'Église s'oppose encore plus vigoureusement à l'usure au XIVe siècle. Le concile de Vienne (1311-1312) déclare que légitimer l'usure, c'est se rendre coupable d’hérésie. Cette menace ne vise pas seulement les chrétiens, mais aussi les Juifs. En 1342, à Manosque, un procès est intenté à un Juif, nommé Simon David, parce qu'il a affirmé publiquement que l’usure n'était pas un péché.
Et les actes de violence, tant privés que collectifs, liés à l'usure ne sont pas exceptionnels. Le 3 janvier 1276, Joseph d'Alès, membre influent de la communauté juive de Manosque, est blessé au visage parce qu'il a refusé de rendre un gage à l'un de ses débiteurs. Selon Guillaume de Newburg, l'agression de mars 1190 qui aboutit à la mort ou au suicide de nombreux membres de la communauté juive d'York en Angleterre, est le fait de...
« quelques nobles, endettés pour des grandes sommes envers ces prêteurs impies… ».
Si les Juifs sont accusés d'avoir provoqué la Peste noire de 1348-1349, la population n'oublie pas de détruire toute preuve de dette. Leur expulsion du royaume d'Angleterre en 1291 ne découle pas de l'animosité des Chrétiens, mais des besoins financiers du roi Édouard Ier d'Angleterre.
En 1348, Alphonse X de Castille déclare que l'usure non seulement est un grand péché, mais qu'elle apporte des troubles. Il demande donc instamment aux Juifs de remplacer leur activité d'usurier par des occupations plus utiles.
Par ailleurs, alors que le monde s'ouvre à lui, l'Occident voit des ennemis dans ceux qui ne sont pas conformes au modèle chrétien. C'est au cours du XIIIe siècle qu'apparaissent les dessins représentant les Juifs avec des traits distinctifs (nez crochu, lèvres épaisses). Dans une question d'école, au début des années 1300, on se pose même la question de savoir s'il existe une différence de nature entre Chrétien et Juif. Il s'agit d'établir si le Juif souffre à intervalles réguliers d'un flux de sang semblable aux règles. La réponse est positive. Pour les intellectuels, le Juif devient peu à peu une espèce particulière.
Les textes législatifs manifestent cette évolution. Le Concile de Latran de 1215 déplore que parfois l'on ne puisse distinguer les Juifs des Chrétiens. En 1283, le roi de France Philippe III reprend des règlements de son père Saint Louis.

« Nous vous mandons et demandons instamment que vous faisiez appliquer le statut autrefois promulgué sur les Juifs : qu'ils puissent être distingués facilement sur les Chrétiens par le port d'une rouelle de feutre sur la poitrine et une autre entre les épaules…, dans notre royaume, ils ne doivent pas demeurer dans les petites villes, au milieu des simples chrétiens, mais dans les grandes villes et les endroits plus importants et les quartiers dans lesquels ils habitaient depuis longtemps »

.
Cette manière de considérer les Juifs explique les persécutions dues aux accusations d'empoisonnement de puits par les Juifs, les lépreux étant leurs complices, et à celles de propagation de la Peste noire.
Inquiet d’une telle flambée de haine, près de trois cent cinquante communautés juives ayant été exterminées dans la péninsule Ibérique et dans l'Empire germanique, le pape Clément VI rendit publique, deux bulles papales prenant la protection des Juifs : celle du 4 juillet 1348 interdit de les contraindre au baptême et celle du 26 septembre condamna les persécutions, menaçant d’excommunication ceux qui les maltraiteraient. Néanmoins, près de 900 Juifs sont brûlés quelques mois plus tard à Strasbourg, alors que l'épidémie ne s'est pas encore déclarée dans la ville. À cette occasion il autorise les autopsies dans l'espoir de découvrir la cause du mal et sa thérapeutique. Puis il condamne le fanatisme des flagellants qui se répandaient depuis le royaume de Souabe dans tout le nord de l'Europe et continuaient la chasse aux juifs.
Les persécuteurs invoquent toujours leur désir de venger le Christ, mais les causes religieuses ne sont pas forcément prédominantes. C'est surtout à la fin du Moyen Âge que les pogroms, dont la motivation est plus particulièrement religieuse, se multiplient, bien que les considérations économiques et sociales n'en soient pas exclues. Les plus importants se déroulent en Espagne dont l'opinion publique ne fait pas la distinction entre une minorité de grands financiers qui s'est en quelque sorte isolée et la masse qui comporte des usuriers, mais aussi des agriculteurs, des artisans, des marchands. Le conflit devient plus aigu en Castille en raison d'une querelle dynastique opposant le roi Pierre Ier le Cruel qui s'appuie notoirement sur les Juifs à son demi-frère Henri de Trastamare. Les Juifs finissent par se rallier à Henri II vainqueur en 1369. Mais le roi meurt en octobre 1390 et, au début du règne de son héritier, le jeune Henri III, se déclenche une vive agitation. C'est dans ce contexte que démarre le pogrom. D'abord à Séville le 6 juin 1391 : meurtres, viols et conversions forcées se multiplient jusqu'à 1392.
En Espagne, les efforts de l'Église, puis du pouvoir royal qui prononce de nombreuses condamnations, se soldent par un échec. Les souverains choisissent l'expulsion en 1492, ce qui marque la fin du judaïsme médiéval en Occident, malgré la persistance de quelques communautés.

### Époque moderne
Les relations judéo-chrétiennes ne s'améliorèrent pas pendant la Renaissance. Les Juifs restaient une population marginalisée à la merci du pouvoir temporel et des colères populaires. La naissance du protestantisme et les premières déclarations de Martin Luther furent un grand espoir pour les populations juives d'Europe. Mais quand il comprit qu'il ne réussirait pas à convertir les Juifs, Luther (dont les propos rejoignaient par leur violence ceux de Jean Chrysostome ou de Grégoire de Nysse) leur devint à son tour hostile.
En réaction, le Concile de Trente (1545-1563) affirma que c'étaient les chrétiens pécheurs, davantage que les juifs, qui portaient sur Jésus leurs « mains déicides ». Le catéchisme du Concile de Trente imputait à l'humanité entière la responsabilité de la mort de Jésus. Mais la condamnation formelle de l’antisémitisme ne date que du décret du Saint Office du 25 mai 1928. « Spirituellement nous sommes des sémites », renchérira le pape Pie XI dix ans plus tard.
Pendant la même décennie, la Compagnie de Jésus, à commencer par son fondateur Ignace de Loyola, se montre très favorable au peuple juif, au point de refuser le décret sur la Limpieza de sangre ainsi que l'obligation de participer à l'Inquisition comme le voudrait Paul IV, le « pape le plus antisémite » selon Jean Lacouture. Ignace de Loyola, qui n'a pas d'ancêtres juifs (autant qu'il le sache), déclare qu'il aurait été fort honoré d'appartenir au même peuple que Marie et Jésus-Christ. Parmi ses sept compagnons, plusieurs sont considérés comme étant d'ascendance juive. Pour les historiens, c'est en tout cas une certitude à propos de Diego Lainez.
Cependant, au cours des années, cette attitude se transforme en une hostilité grandissante. Les Jésuites espagnols, en particulier, tiennent à garder le silence sur les ancêtres de Diego Lainez et finissent par accepter le décret sur la « pureté de sang ». Le seul membre de la Compagnie à oser se rebeller, à cette époque, est le dernier survivant des compagnons d'Ignace.

### Époque contemporaine
Avec l'époque contemporaine et la sécularisation des États occidentaux, arriva l'émancipation des Juifs. L'Église et la Synagogue vont peu à peu être mises sur le même plan par les autorités politiques. Cette évolution permet le commencement d'un véritable rapprochement judéo-chrétien qui ne pouvait pas exister dans les conditions antérieures. En France, l'émancipation est le fait de la Révolution, avec le décret de l’Assemblée nationale du 27 septembre 1791.
En France, lors de l'affaire Dreyfus (1894-1906), le monde chrétien est divisé : les protestants prennent plutôt parti pour le capitaine dégradé, tandis que les catholiques - à de rares et remarquables exceptions près - épousent la thèse de la trahison.
L'Église catholique s'est considérée comme le seul verus Israel, selon la théologie de la substitution, jusqu'au IIe concile œcuménique du Vatican. Dans le monde anglo-saxon, on a vu se développer des doctrines chrétiennes en rapport avec le judaïsme, comme le dispensationalisme, qui est pris en compte par certaines Églises évangéliques fondamentalistes.
Au XXe siècle, s'il est évident que le nazisme, marqué par un paganisme antimonothéiste, a des origines intellectuelles et idéologiques radicalement différentes, on ne saurait nier la responsabilité de certains chrétiens dans l'atmosphère antisémite qui a conduit à la Shoah en Europe. Depuis la Seconde Guerre mondiale, le rapprochement entre le judaïsme et l'Église catholique est effectif. Il s'est réalisé sous l'impulsion de quelques personnalités marquantes comme l'historien juif Jules Isaac, inspirateur de la Conférence de Seelisberg, en 1947. Celle-ci est toutefois contemporaine de l'affaire Finaly. Paul Démann, juif converti au catholicisme et devenu prêtre qui rencontra Jules Isaac à la conférence de Seelisberg, a publié, entre les années 1948 et 1965, plusieurs études pionnières sur les relations entre le judaïsme et le christianisme. Il a notamment publié en 1952 La Catéchèse chrétienne et le peuple de la Bible. Constatations et perspectives.
Les papes Jean XXIII et Paul VI ont donné un nouveau cadre aux relations entre juifs et chrétiens, à travers le concile Vatican II, et notamment par la déclaration Nostra Ætate en 1965. La Commission pour les relations religieuses avec le judaïsme a été mise en place en 1974 avec le cardinal Willebrands et Pierre de Contenson qui rencontre les autorités juives et israéliennes ; les « Orientations et suggestions pour l’application de la Déclaration conciliaire Nostra Aetate » sont publiées en janvier 1975. La prière du Vendredi saint et le catéchisme (1992) ont été revus pour supprimer toute mention offensante vis-à-vis des juifs. Les repentances des années 1995-2000 ont eu pour objectif de faire prendre conscience aux chrétiens des responsabilités dans la Shoah. Les papes ont effectué les premières visites dans des synagogues : Jean-Paul II à Rome en 1986, Benoît XVI à Cologne en 2005, dans la lignée du voyage de Paul VI à Jérusalem en janvier 1964. Après avoir rendu une visite à la synagogue de Rome en 1986, la première par un pape dans une synagogue, Jean-Paul II fait en 2000 une visite officielle en Israël et prie au Mur occidental. En 2009, Benoît XVI, à son tour, se rend en visite officielle en Israël, où une de ses premières étapes est le mémorial Yad Vashem, avant de se rendre en 2010 à son tour à la synagogue de Rome.
Du côté protestant, la communion ecclésiale de Leuenberg, devenue Communion d'Églises protestantes en Europe a publié en 2001 le document « Église et Israël » reconnaissant la caducité de la théologie de la substitution et l'élection irrévocable du peuple juif, et visant à développer le dialogue judéo-chrétien,.
L'approfondissement des relations entre juifs et catholiques est symbolisé par l'invitation faite au grand rabbin de Haïfa Shear Yashuv Cohen à s'exprimer devant le synode des évêques réuni à Rome le 6 octobre 2008. Le grand rabbin cependant ne manque pas de rappeler un sujet d'incompréhension important en exprimant l'inquiétude de la communauté juive vis-à-vis du procès en béatification de Pie XII : « Nous ne pouvons pas oublier le fait douloureux que de grands leaders religieux ne se soient pas élevés pour sauver nos frères et qu'ils aient choisi de garder le silence. Nous ne pouvons pas pardonner et oublier cela et j'espère que vous comprenez notre peine ».
En 2010, le rabbin Rivon Krygier, de la synagogue massorti Adath Shalom, est invité par l'archevêque de Paris, le cardinal André Vingt-Trois, à prendre la parole dans le cadre des conférences de Carême à Notre-Dame de Paris. Cette conférence est perturbée par une cinquantaine de traditionalistes qui récitent alors un chapelet « en réparation pour l'outrage » tel que déclaré par l'un d'entre eux, ce qui n'empêche pas le rabbin de déclarer : « Nos traditions respectives partagent une conviction fondamentale : en amont, Dieu Se fit logos. À la suite de quoi, pour les chrétiens, ce logos s'est fait chair en Jésus, et pour les juifs, paroles vivantes de la Torah. Nous devons admettre que les traditions religieuses sont autant de déclinaisons de ce logos, mais que son sens ultime est encore en aval de toutes ».
Le 20 avril 2015, pour la première fois, un pape, François, reçoit une délégation de la Conférence des rabbins européens menée par le grand-rabbin de Moscou. Le pape dénonce la résurgence de l'antisémitisme : « Les tendances antisémites actuelles en Europe sont préoccupantes, de même que certains actes de haine et de violence ». « Chaque chrétien ne peut que déplorer fermement toute forme d’antisémitisme, en manifestant au peuple juif sa propre solidarité ». Et pour sa part, le grand-rabbin de Moscou, Pinchas Goldschmidt, a chaleureusement remercié le Saint-Siège et les catholiques d’Europe « pour leur engagement en faveur de la liberté religieuse et de la lutte contre l’islamisme radical qui menace le monde entier ». Le grand-rabbin de France Haïm Korsia souligne auprès du journal La Croix que « Le pape s’en prend à la menace de l’athéisme, qui est la négation de la religion, mais pas à la laïcité, qui laisse la liberté à chacun de croire ou pas ».
En décembre 2015, le rabbinat orthodoxe publie une Déclaration sur le christianisme reconnaissant « que depuis le Concile Vatican II, l’enseignement
officiel de l’Église catholique sur le judaïsme a changé fondamentalement et irrévocablement ». Le cardinal Christoph Schönborn, archevêque de Vienne, y voit un espoir de « grande bénédiction ».
En décembre 2017, dans une « déclaration fraternelle du protestantisme au judaïsme », la Fédération protestante de France prend officiellement ses distances avec la « violence insoutenable » et le « caractère inadmissible » de certains écrits de Martin Luther. Dans son intervention, lors de la cérémonie, le grand rabbin de France Haïm Korsia évoque les affinités qui existent entre protestantisme et judaïsme en particulier de par leur condition de minorité, leur « tradition interprétative des Écritures » et leur commune défense du « principe de laïcité ».
Le 1er février 2021, les évêques de France, répondant à l'appel du pape François, invitent « à être particulièrement attentifs à l’inquiétante résurgence de l’antisémitisme en France». Lutter contre l’antisémitisme « doit être l’affaire de tous » est-il affirmé dans une déclaration signée par la Présidence de la Conférence des Évêques de France ainsi que par Didier Berthet, évêque de Saint-Dié et Président du Conseil pour l'unité des chrétiens et les relations avec le judaïsme.
Le 19 octobre 2023, le président du Congrès juif mondial, Ronald Lauder, est reçu par le pape François à l'occasion de l'inauguration du « bureau de représentation du Congrès juif mondial auprès du Saint-Siège », le premier bureau d'une organisation juive au Vatican.

## Opinions réciproques

### Opinion des chrétiens sur le judaïsme

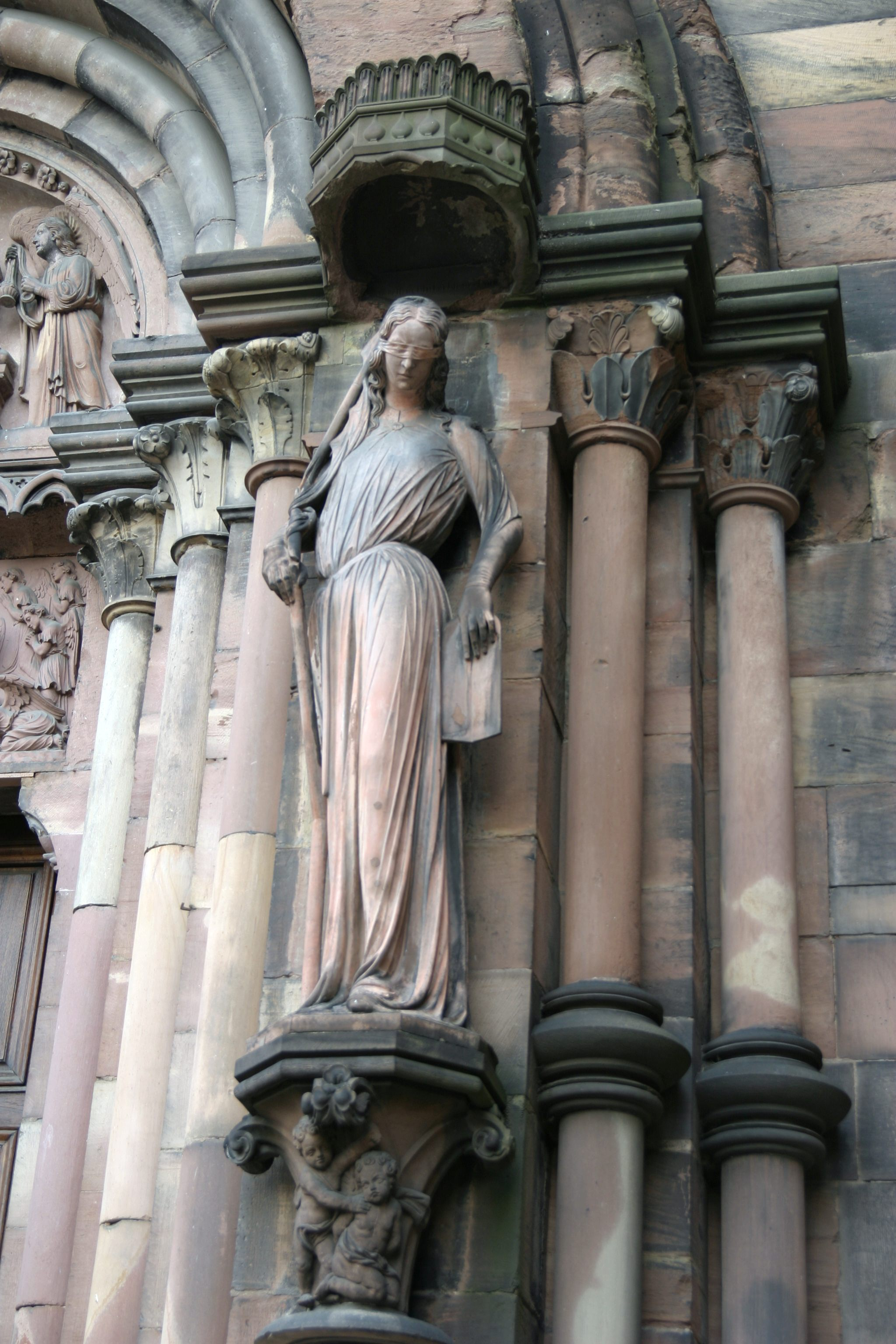
Statue de la Synagogue aux yeux bandés, cathédrale de Strasbourg, portail sud, XIIIe siècle.

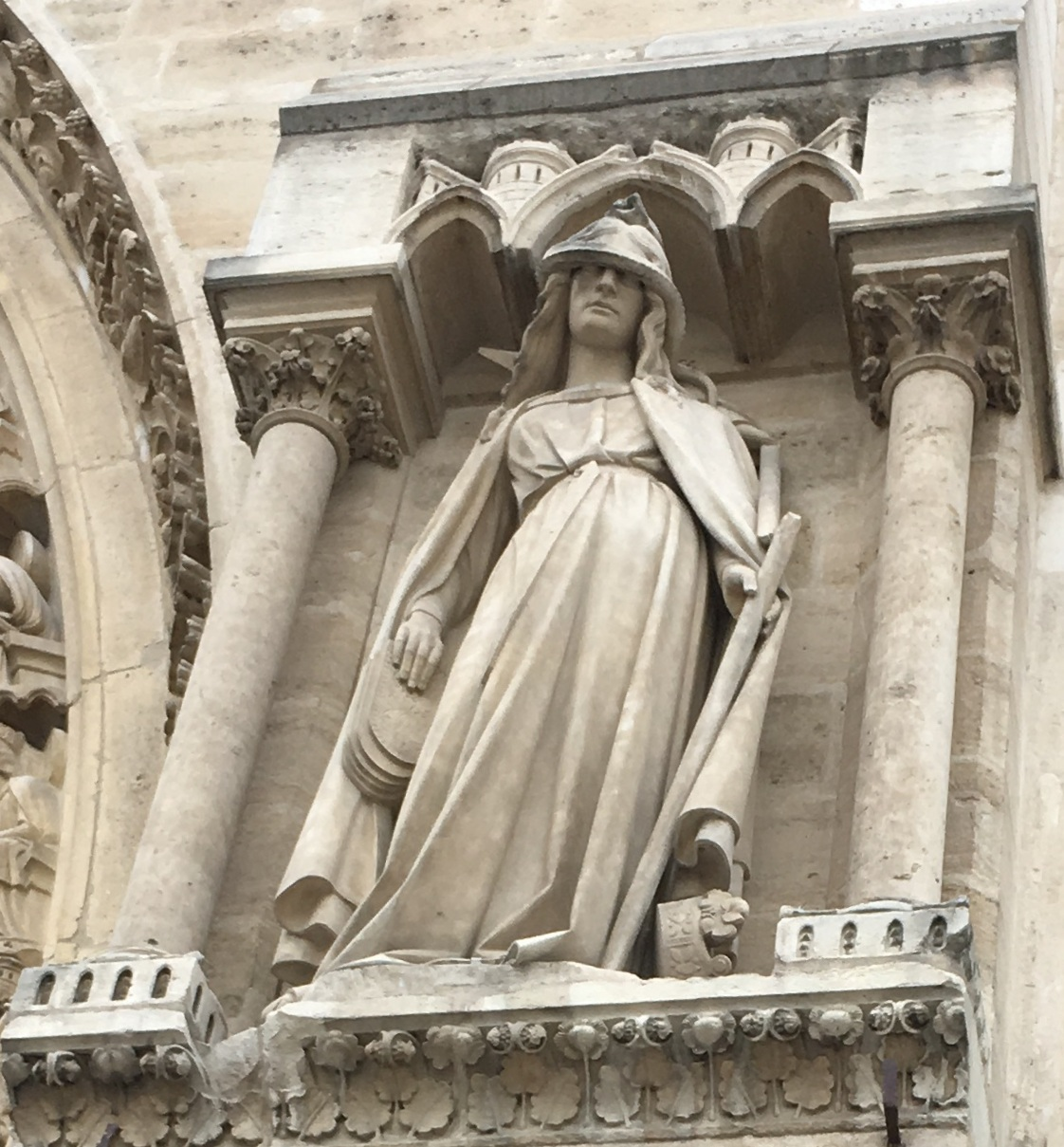
La synagogue vaincue à Notre-Dame de Paris.

Jusqu'au XXe siècle, la position des Églises catholique, orthodoxe et, avec plus de nuances, protestantes était que les Juifs ne jouaient plus de rôle dans le dessein de Dieu, selon la théologie de la substitution, si ce n'est de préparer les païens à l'arrivée du Messie en portant le message de la Torah.
L'Église considérait également, comme Augustin d'Hippone, que le peuple juif dans son ensemble devait, par son statut, témoigner de sa punition pour ne pas avoir reconnu la divinité de Jésus. De cette position découla un grand nombre de discriminations, la plus grave étant l'accusation de « déicide ».

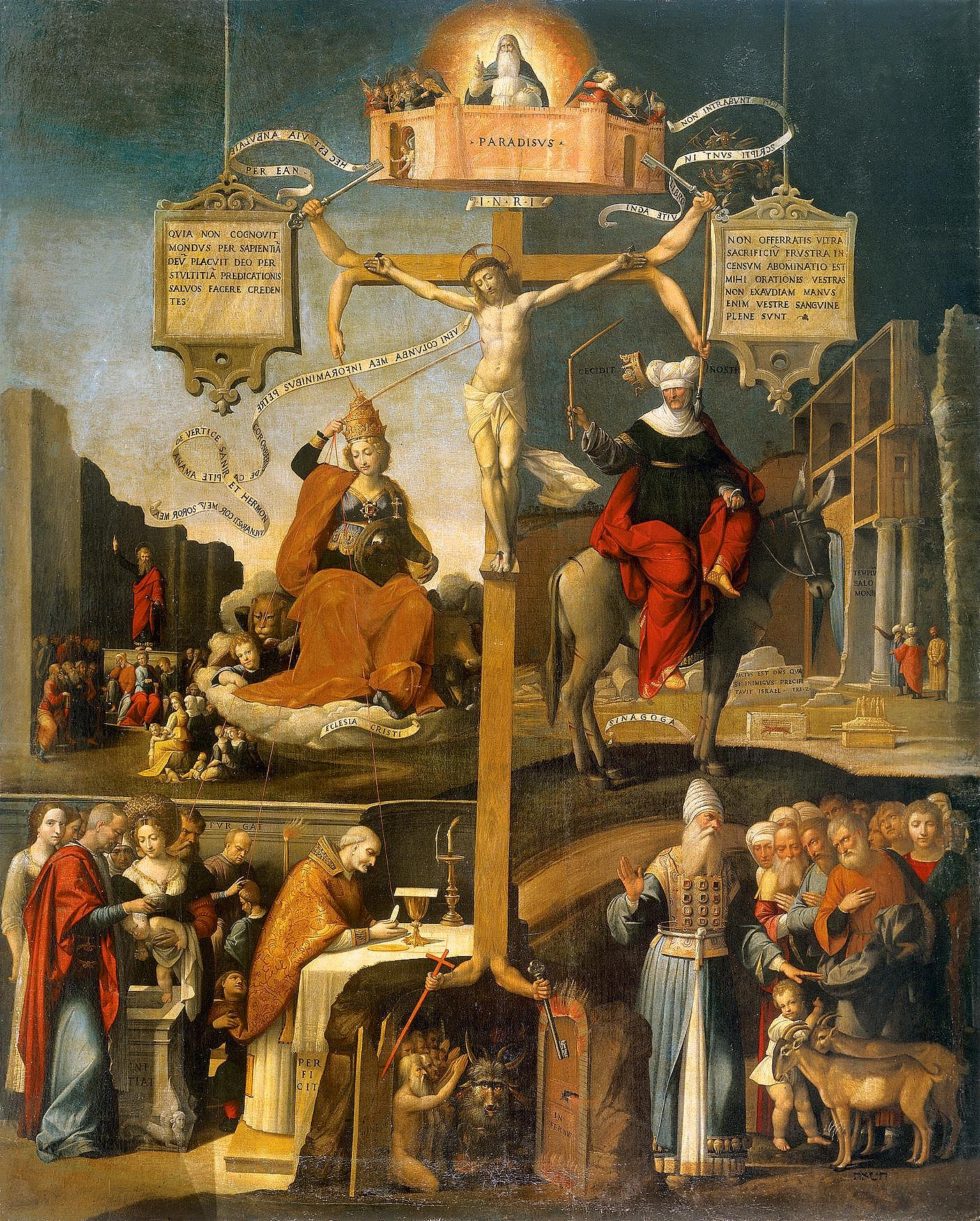
Allégorie de la Bible, par Benvenuto Tisi (v. 1530), musée de l'Ermitage. Dieu le Père, surplombant le Christ crucifié, bénit l'Église (à gauche) et chasse la Synagogue (à droite).

La responsabilité des Juifs dans la mort du Christ n'a pourtant jamais été affirmée par l'autorité ecclésiale. Au contraire, selon les termes du concile de Trente, cette responsabilité incombe à l'ensemble du genre humain depuis le péché originel. Néanmoins, le récit de la Passion a lourdement pesé dans une vision négative des Juifs, perçus comme sacrilèges et aveugles. L'art chrétien porte la trace de cette vision : le judaïsme y est traditionnellement représenté par « la Synagogue », une femme aux yeux bandés et au sceptre brisé. La statue de la Synagogue déchue se retrouve entre autres parmi les sculptures des cathédrales de Strasbourg, de Bamberg, de Worms, de Fribourg-en-Brisgau ou de Paris.
Depuis le concile Vatican II, la déclaration Nostra Ætate (1965) redéfinit les termes de la théologie de l'Alliance. En conséquence, un dialogue interreligieux a pu voir le jour, parfois à la faveur d'initiatives individuelles,.
Le Concile Vatican II, avait approuvé, le 20 novembre 1964, une troisième version de la Déclaration Nostra Ætate, qui rejetait expressément l’utilisation du terme déicide : « Que tous aient soin, dans la catéchèse ou la prédication de la parole de Dieu, de ne rien enseigner qui puisse faire naître dans le cœur des fidèles la haine ou le mépris envers les Juifs : que jamais le peuple juif ne soit présenté comme un peuple réprouvé, ou maudit, ou déicide. Ce qui fut perpétré dans la passion du Christ ne peut aucunement être imputé à tout le peuple vivant alors, moins encore au peuple d'aujourd'hui ».
Mais face à l'opposition de prélats conservateurs, qui menaçaient de faire retirer, purement et simplement, le texte de la Déclaration, un texte final de compromis fut adopté : « Encore que des autorités juives, avec leurs partisans, aient poussé à la mort du Christ (Jn 19, 6), cependant ce qui a été commis durant sa Passion ne peut être imputé ni indistinctement à tous les Juifs vivant alors, ni aux Juifs de notre temps. S'il est vrai que l'Église est le nouveau peuple de Dieu, les Juifs ne doivent pas, pour autant, être présentés comme réprouvés par Dieu ni maudits, comme si cela découlait de l'Écriture. Que tous aient donc soin, dans la catéchèse et la prédication, de ne rien enseigner qui ne soit conforme à la vérité de l'Évangile et à l'esprit du Christ » .
Pour justifier l'omission du terme « déicide » parmi les accusations que l'Église préconise de ne plus émettre à l'encontre du peuple juif, le cardinal Bea lut, le 14 octobre 1965, dans l'aula conciliaire, le texte d'un rapport de la commission (qu'il présidait) responsable de cet amendement. Dans le même ouvrage, le prélat s'étend en détail sur la question du déicide, pour en réfuter l'imputation aux Juifs.
Enfin, dans le second tome de son livre Jésus de Nazareth, paru début mars 2011, le pape Benoît XVI se place sur le double plan des faits, tels qu'ils sont relatés dans les évangiles, et de la théologie, pour exonérer indirectement les juifs de l'accusation de déicide.

### Opinion des juifs sur le christianisme
En 1968, des évêques catholiques français désireux d’avoir un exposé des opinions juives sur le christianisme, se sont adressés au Grand Rabbin de France d’alors, Jacob Kaplan. À la suite de cette demande, les commentaires rabbiniques ayant traité de cette question au cours des siècles ont été recueillis par un comité composé du célèbre philosophe Emmanuel Levinas, du spécialiste des études orientales, Georges Vajda, et du grand rabbin Charles Touati, président de la commission doctrinale du rabbinat français. Les membres du comité furent informés de ce que le schéma devait déboucher dans un rapport officiel exprimant uniquement les vues du rabbinat français et qu’ils ne devraient avoir recours qu’aux ouvrages des Sages juifs dont l’autorité est universellement reconnue.
Le comité déclara plus tard que ses membres avaient choisi les textes qui représentaient au mieux l’esprit du judaïsme. Ils écartèrent les textes polémiques, faisant remarquer qu’on pouvait trouver dans la tradition chrétienne des textes de nature aussi hostile au judaïsme. Ces textes, qui considéraient le christianisme comme étant idolâtre provenaient de matériaux antérieurs à l’an mille. Plus tard, avant l’âge moderne, des estimations plus positives du christianisme ont commencé à se faire jour parmi les penseurs juifs.
Le comité réalisa un schéma constitué de six affirmations fondées sur les commentaires rabbiniques qu’ils avaient rassemblés. Ses conclusions ont été appliquées au christianisme comme à l’islam. Le schéma est intéressant parce qu’il reflète la pensée juive française, trois ans après la publication par le deuxième concile du Vatican de [la Déclaration] Nostra Aetate, en 1965. On peut également le comparer à la déclaration juive américaine Dabru Emet publiée en 2000.
Le schéma n’a pas fait l’objet d’une discussion formelle de l’assemblée rabbinique française avant 1978, cinq ans après que les évêques catholiques français aient émis leur lettre pastorale sur les relations entre catholiques et Juifs. Une minorité significative de rabbins de cette assemblée avaient de graves réserves concernant le rapport proposé, et voyant que le consensus serait impossible, le grand rabbin Kaplan retira la proposition de l’examen. Le grand rabbin Charles Touati, alors seul membre survivant du Comité de rédaction, considérant la valeur historique du schéma, suggéra de le rendre public. En conséquence, il a été publié dans la Revue des études juives n° 160 (2001), pp. 495-497. Dans un article du Monde du 12 février 2001, le Grand Rabbin de Paris, David Messas, souligna que le texte de 1968 ne devait pas être considéré comme exprimant les vues actuelles du rabbinat français et n’a pas exclu la possibilité que l’assemblée rabbinique revienne à nouveau sur le sujet. Dans le même article, René-Samuel Sirat, ancien Grand Rabbin de France, fit remarquer que l’on devrait faire fond sur d’autres idées si le sujet devait être entrepris aujourd’hui.

### Ouvrages généraux
- Thérèse M. Andrevon, et William Krisel (dir.), Réflexions juives sur le christianisme, Labor et Fides, 2021,  (ISBN 9782830917697)
- Thérèse M. Andrevon (dir.), Permanence d'Israël et silence de la théologie, Parole et Silence, 2020  (ISBN 9782889591251)
- Augustin Bea, L’Église et le peuple juif, Paris, 1967
- Jean-François Bensahel, Affronter le monde nouveau. Epître à Paul et nos contemporains Ed Odile Jacob, 2019
- Martin Buber, Deux Types de foi : foi juive et foi chrétienne, éd. Cerf, 1991
- Philippe Capelle-Dumont et Danielle Cohen-Levinas, Judaïsme et christianisme dans la philosophie contemporaine, éditions du Cerf, 2021
- Catherine Chalier, Judaïsme et christianisme : L'Écoute en partage (avec Marc Faessler), Cerf, 2001
- Danielle Cohen-Levinas et Antoine Guggenheim (dir.), L'Antijudaïsme à l'épreuve de la philosophie et de la théologie, Seuil, 2016  (ISBN 978-2-02-129548-1)
- Collectif (Bernard Dupuy, Gilbert Dahan, Jacques Cazeaux, Gilles Bernheim, Bernard Lauret, Maurice-Ruben Hayoun et Guy Petitdemange), Juifs et chrétiens, un vis-à-vis permanent, Presses de l'Université Saint-Louis, Bruxelles, 1988, lire en ligne
- Conférence des évêques de France, Les Relations entre juifs et chrétiens – Compendium, préfaces du grand-rabbin de France Haïm Korsia et du cardinal André Vingt-Trois, juin 2019, 248 pages
- Conférence des évêques de France, La Permanence d'Israël. Interroge-t-elle notre identité chrétienne ? - Extraits du colloque du SNRJ et du SNCC (20-21 mars 2023), « Documents Épiscopat » n° 7, janvier 2024, 94 pages
- Jean Daniélou et André Chouraqui, Les Juifs, Dialogues dirigés par Jean-Marie Aubert et Christian Chabanis, coll. « Verse et controverse », éd. Beauchesne, 1966
- Marcel Dubois, Nostalgie d'Israël, « L’histoire à vif », Le Cerf, 2006  (ISBN 2-204-07674-0)
- Jean Dujardin, L’Église catholique et le peuple juif : Un autre regard, Calmann-Lévy, 2003
- Bernard Dupuy, op, Quarante ans d'études sur Israël, préf. de Georges Cottier, postf. de Colette Kessler, Parole et Silence, coll. « Collège des Bernardins », 2008, Recension en ligne sur le site de la Nouvelle Revue théologique
- Jacques Ellul, Ce Dieu injuste...? Théologie chrétienne pour le peuple d'Israël, Arléa 1991,  (ISBN 2869590989)
- Bernard Fauvarque, « Le salut vient des Juifs », Parole d'évangile, Paris, éd. Bayard, 2009
- Jeanne Favret-Saada et Josée Contreras, Le Christianisme et ses Juifs (1800-2000), éd. Seuil 2004
- (de) Joseph Frings, Das Verhältnis der Kirche zu den Juden im Lichte des Zweiten Vatikanischen Konzils, Cologne, 1970
- Pierre-Yves Fux, La main tendue. Jean-Paul II en Terre sainte, L'Œuvre, 2011
- Jean-Miguel Garrigues (dir.), L'Unique Israël de Dieu, Critérion, Paris, 1987
- Jules Isaac, Jésus et Israël, Fasquelle, 1949 ; rééd. Fasquelle, 2000
- Jules Isaac, L'Enseignement du mépris, éd. Fasquelle Ligugé / Aubin, 1962, rééd. Grasset, 2004  (ISBN 9782246171829)
- Menahem Macina, La pierre rejetée par les bâtisseurs. L’«intrication prophétique» des Écritures, éditions Tsofim, Limoges, 2013.
- Menahem Macina, Si les chrétiens s'enorgueillissent. À propos de la mise en garde de l’apôtre Paul (Rm 11, 20), éditions Tsofim, Limoges, 2013.
- Menahem Macina, Le signe de Saül. À propos du sévère avertissement de Paul aux chrétiens (Rm 11, 19-22), éditions Tsofim, Limoges, 2013.
- Menahem Macina, Un voile sur leur cœur. Le « non » catholique au Royaume millénaire du Christ sur la terre, éditions Tsofim, Limoges, 2013.
- Menahem Macina, Dieu a rétabli son Peuple. Témoigner devant l’Église que Dieu a restitué au Peuple juif son héritage messianique, éditions Tsofim, Limoges, octobre 2013.
- Menahem Macina, Chrétiens et juifs depuis Vatican II . État des lieux historique et théologique. Prospective eschatologique, Éditions Docteur Angélique, décembre 2009, 372 p.  (ISBN 978-2-918303-00-8)
- Jacques Maritain, L'Impossible antisémitisme (textes de 1921 à 1942, précédés de Jacques Maritain et les Juifs par Pierre Vidal-Naquet), éd. Desclée de Brouwer 1994,  (ISBN 2220035700)
- Pierre d'Ornellas et Jean-François Bensahel, Juifs et chrétiens, frères à l'évidence. La paix des religions, éditions Odile Jacob, 2015
- Erik Peterson, Le Mystère des juifs et des gentils dans l’Église, suivi d’un essai sur l’Apocalypse, préface de Jacques Maritain, Paris, 1935
- Michel Remaud, L’Église au pied du mur : Juifs et chrétiens, du mépris à la reconnaissance, éd. Bayard, 2007
- Michel Remaud (préf. Jean Massonnet), Du neuf et de l'ancien, Parole et Silence, 2017  (ISBN 978-2-88-918-946-5)
- Olivier Rota (dir.), Mireille Hadas-Lebel (préf.) , Histoire et théologie des relations judéo-chrétiennes : Un éclairage croisé, Parole et Silence, 2015  (ISBN 978-2-88918-390-6)
- Alexandre Safran, Judaïsme, anti-judaïsme et christianisme, éd. Saint-Augustin, 2000
- (it) Elio Toaff, Perfidi giudei, fratelli maggiori, Mondadori, 1990,  (ISBN 8804334096)
- Frère Yohanan (Jean Leroy ou Yohanan Elihai), Juifs et chrétiens d'hier à demain, Cerf, troisième édition, avril 2007

### Histoire des relations entre juifs et chrétiens
- Thérèse M. Andrevon, Une théologie à la frontière. L'Église et le peuple juif depuis le concile Vatican II, 2 vol., Domuni, 2018  (ISBN 9782366480764) et  (ISBN 9782366480788)
- (en) Adam H. Becker (éd.) et Annette Yoshiko Reed (éd.), The Ways That Never Parted : Jews and Christians in Late Antiquity and the Early Middle Ages, Minneapolis, Fortress Press, 2007, 410 p. (ISBN 978-0-8006-6209-7)
- Paule Berger Marx, Les Relations entre les juifs et les catholiques dans la France de l'après-guerre, 1945-1965, préf. d'André Kaspi, Parole et Silence, 2009
- Bernhard Blumenkranz, Juifs et chrétiens dans le monde occidental, 430-1096, éd. Mouton et Cie, 1960, rééd. Peeters, Paris-Louvain, 2006 [extraits en ligne]
- Jonathan Bourgel, D'une identité à l'autre ? La communauté judéo-chrétienne de Jérusalem : 66 - 135, préface de Dan Jaffé, Le Cerf, coll. « Judaïsme ancien et Christianisme primitif », 2015
- Daniel Boyarin, La partition du judaïsme et du christianisme], éd. Cerf, 2011 (trad. par Jacqueline Rastoin de Border Lines, 2004), présentation en ligne
- Gérald Caron, L'Antisémitisme chrétien : un défi pour les Églises, éd. Médiaspaul, 2002
- Raphaël Draï, « Le dialogue judéo-chrétien et le paradigme anti-juif », Cités,  2008/2 (n° 34), p. 103-115
- David Flusser, Les Sources juives du christianisme primitif, Éclat, 2003
- Jean-Miguel Garrigues, op,  L'Impossible Substitution : juifs et chrétiens (Ier – IIIe siècles), Les Belles Lettres, 2023 (1969)
- Darcy O' Brien, Dans le secret du Vatican, le récit inédit d'une amitié qui a radicalement changé les relations entre catholiques et juifs, Fides, 1998
- Silvia Richter, Amitié entre juifs et chrétiens à l'époque des Lumières – entre sensibilité poétique et calcul politique, dans : Amitié. Un lien politique et social en Allemagne et en France, XIIe – XIXe siècle (8e université d’été de l’Institut historique allemand en coopération avec l’université Paris-Sorbonne, l'université Albert-Ludwig, Fribourg-en-Brisgau, et l'École des hautes études en sciences sociales, 3–6 juillet 2011), hg. von / éd. par Bertrand Haan, Christian Kühner (discussions, 8). En ligne sur perspectivia.net
- Marcel Simon, Verus Israël, les relations entre juifs et chrétiens dans l'empire romain (135-425), éd. de Boccard, 1948, rééd. en 1983
- Jean Verdon, Le Moyen Âge. Ombres et Lumières, Perrin, 2013.
- Israël Jacob Yuval (trad. de l'hébreu par Nicolas Weill), Deux peuples en ton sein : Juifs et chrétiens au Moyen Âge, Paris, Albin Michel, 2012, 441 p. (ISBN 978-2-226-20895-8, présentation en ligne).